# ريبيكا خومبيرتس
ريبيكا خومبيرتس (مواليد 1966) طبيبة وناشطة هولندية في مجال حقوق المرأة، ولا سيما حقوق الإجهاض وهي مؤسسة نساء على الأمواج ونساء على الويب، التي تقدم خدمات الصحة الإنجابية للنساء في البلدان التي لا تتوفر فيها هذه الخدمات. في عامي 2013 و 2014 تم تضمينها في قائمة 100 امرأة في بي بي سي. أسست في عام 2018 منظمة ايد أكسيس، التي تعمل في الولايات المتحدة. بصفتها أخصائية وناشطة مدربة في مجال الإجهاض ، تعتبر بشكل عام أول ناشطة في مجال حقوق الإجهاض تعبر الحدود الدولية.

## نشأتها
ولدت ريبيكا خومبيرتس في باراماريبو في سورينام عام 1966، انتقلت عائلتها إلى هولندا عندما كانت في الثالثة من عمرها ونشأت في مدينة فلاشينغ الساحلية،